# El Cerro, Jalisco
El Cerro är en ort i Mexiko.   Den ligger i kommunen Colotlán och delstaten Jalisco, i den centrala delen av landet, 500 km nordväst om huvudstaden Mexico City. El Cerro ligger 1 901 meter över havet och antalet invånare är 154.
Terrängen runt El Cerro är kuperad söderut, men norrut är den platt. Runt El Cerro är det ganska glesbefolkat, med 34 invånare per kvadratkilometer. Närmaste större samhälle är Colotlán, 15,9 km sydost om El Cerro. Trakten runt El Cerro består i huvudsak av gräsmarker.